# Alexander Beck (Leichtathlet)
Alexander „Alex“ Beck (* 7. Februar 1992 in Gold Coast) ist ein australischer Sprinter, der sich auf den 400-Meter-Lauf spezialisiert hat.

## Sportliche Laufbahn
Erste internationale Erfahrungen sammelte Alexander Beck im Jahr 2009, als er bei den Jugendweltmeisterschaften in Brixen mit 48,17 s im Halbfinale im 400-Meter-Lauf ausschied und mit der australischen Sprintstaffel (1000 Meter) mit 1:55,45 min den siebten Platz belegte. 2013 startete er mit der 4-mal-400-Meter-Staffel bei den Weltmeisterschaften in Moskau und belegte dort mit 3:02,26 min im Finale den siebten Platz. Im Jahr darauf gelangte er bei den IAAF World Relays 2014 in Nassau mit 3:04,61 min auf Rang fünf im B-Finale und anschließend wurde er bei den Commonwealth Games in Glasgow mit 3:04,19 min Sechster. 2015 gewann er bei den IAAF World Relays 2015 auf den Bahamas in 9:21,62 min die Bronzemedaille in der Langstrecken-Staffel. Anschließend belegte er bei der Sommer-Universiade in Gwangju in 45,91 s den sechsten Platz über 400 Meter und wurde auch im Staffelbewerb in 3:12,64 min Sechster. Bei den IAAF World Relays 2019 in Yokohama erreichte er mit 3:05,59 min Rang sieben in der 4-mal-400-Meter-Staffel. Im Juni gewann er bei den Ozeanienmeisterschaften in Townsville in 46,61 s die Bronzemedaille über 400 Meter hinter seinen Landsleuten Steven Solomon und Tyler Gunn. Zudem siegte er dort in 3:08,67 min gemeinsam mit Tyler Gunn, Ian Halpin und Steven Solomon in der 4-mal-400-Meter-Staffel. Im Oktober verpasste er dann bei den Weltmeisterschaften in Doha mit 3:05,49 min den Finaleinzug im Staffelbewerb. 2020 siegte er in 47,13 s beim Sir Graeme Douglas International und im Jahr darauf siegte er in 46,10 s beim Queensland Track Classic, ehe er bei den Olympischen Sommerspielen in Tokio mit 45,54 s nicht über die erste Runde hinauskam.
2022 siegte er in 46,24 s beim Sydney Track Classic und im Juni siegte er in 46,71 s bei den Ozeanienmeisterschaften in Mackay. Daraufhin erreichte er bei den Weltmeisterschaften in Eugene und schied dort mit 46,21 s im Halbfinale aus. Bei den Ozeanienmeisterschaften 2024 in Suva gewann Beck die Bronzemedaille im 400-Meter-Lauf mit einer Zeit von 46,41 s.
In den Jahren 2013, 2021 und 2022 wurde Beck australischer Meister im 400-Meter-Lauf sowie 2021 auch über 200 Meter.

## Persönliche Bestzeiten
- 200 Meter: 20,84 s (+1,2 m/s), 18. April 2021 in Sydney
- 300 Meter: 32,95 s, 27. Januar 2021 in Brisbane
- 400 Meter: 45,54 s, 1. August 2021 in Tokio
- 600 Meter: 1:18,12 min, 25. Januar 2019 in Glendale